# Ebeneser Þórarinsson
Ebeneser Þórarinsson (* 27. August 1932 in Ísafjörður; † 9. Februar 2003 ebenda) war ein isländischer Skilangläufer.

## Biografie
Ebeneser Þórarinsson belegte bei den Olympischen Winterspielen 1952 im Rennen über 18 Kilometer den 40. Platz und wurde mit der isländischen Staffel Elfter über 4 × 10 km.